# Sarah Romert
Sarah Romert (* 13. Dezember 1994 in Memmingen) ist eine ehemalige deutsche Fußballspielerin.

## Karriere

### Vereine
Romert begann mit dem Fußballspielen beim FC Viktoria Buxheim. 2006 wechselte sie dann zur U-13 (D-Junioren) des FC Memmingen, wo sie als Stammspielerin bei den Jungen in der Saison 2006/07 in der höchsten Spielklasse auf 22 Pflichtspieleinsätze kam und dabei zwei Tore erzielte. 2007 wurde Sarah Romert dann auch gemeinsam mit der U-13 Schwäbischer Vizemeister in der Halle und auf dem Großfeld. Von Juli 2009 bis Juni 2011 spielte sie in der B-Juniorenmannschaft des FC Memmingen; in der Saison 2010/11 kam sie viermal in der 1. Mannschaft zum Einsatz. Am 7. Mai 2011 (19. Spieltag) debütierte sie in der Bayernliga beim 5:1-Sieg im Heimspiel gegen die SpVg Eicha und erzielte mit dem Treffer zum Endstand in der 84. Minute auch ihr erstes Ligator.
Zur Saison 2011/12 verpflichtete sie der FC Bayern München. Am 21. August 2011 (1. Spieltag) debütierte Romert in der Bundesliga, als sie beim 3:0-Sieg im Heimspiel gegen Bayer 04 Leverkusen in der 86. Minute für Nicole Banecki eingewechselt wurde. 2015 wurde sie mit den Münchnerinnen Deutscher Meister. Am Saisonende 2016/17 wurde sie nach sechs Spielzeiten für den FC Bayern München von diesem verabschiedet. Aufgrund anhaltender Kniebeschwerden entschied sich Romert ihre aktive Fußballerkarriere zu beenden, wie sie über Facebook verlauten ließ.

### Nationalmannschaft
Romert trug das Nationaltrikot erstmals am 15. April 2009 in Rhede beim 5:0-Sieg der U-15-Nationalmannschaft über die Auswahl der Niederlande, als sie in der 67. Spielminute für Chojnowski eingewechselt wurde. Ihre ersten beiden Länderspieltore erzielte sie in ihrem dritten Einsatz am 31. Juli 2009 in Duisburg, beim 5:1-Sieg über die Auswahl Schottlands. Auch in ihrem letzten Einsatz für diese Auswahlmannschaft, beim 5:1-Sieg über die Auswahl Englands am 14. August 2009 in Ingelheim am Rhein, war sie mit zwei Toren erfolgreich.
Für die U-17-Nationalmannschaft absolvierte sie 13 Länderspiele, erstmals am 10. April 2010 beim EM-Qualifikationsspiel, das mit 1:0 gegen die Auswahl Österreichs gewonnen wurde, letztmals am 28. Juli 2011 beim 8:2-Sieg über die Auswahl Islands. Ihr einziges Tor für diese Auswahlmannschaft erzielte sie am 15. April 2010 mit dem Treffer zum 3:0-Endstand gegen die Auswahl Finnlands.
Dem EM-Kader angehörig, nahm sie vom 22. bis 26. Juni 2010 an der U-17-Europameisterschaft 2010 in der Schweiz teil und kam zweimal zum Einsatz. Mit dem 3. Platz qualifizierte sie sich mit der Mannschaft für die U-17-Weltmeisterschaft 2010 in Trinidad und Tobago. In diesem Turnier bestritt sie die drei Gruppenspiele sowie das mit 0:1 gegen die Auswahl Nordkoreas verlorene Viertelfinale.
Auch 2011 gehörte sie dem EM-Kader für die U-17-Europameisterschaft an, nachdem die Mannschaft in der 1. Qualifikationsrunde ein Freilos zog und in der zweiten in drei Spielen (5:0 gegen Finnland, 9:0 gegen Russland und 3:0 gegen Dänemark) verlustpunktfrei und ohne Gegentor blieb. Bei der Endrunde in Nyon (Schweiz) kam sie lediglich am 28. Juli im Halbfinale gegen Frankreich zum Einsatz. Nach dem mit 5:6 im Elfmeterschießen verlorenen Spiel gewann sie mit der Mannschaft mit 8:2 über Island das Spiel um Platz 3.
Für die U-19-Nationalmannschaft debütierte sie am 21. November 2012 in Växjö beim 4:0-Sieg über die Auswahl Schwedens eine Halbzeit lang. Ihre ersten beiden Tore für die Auswahlmannschaft steuerte sie in ihrem zweiten U-19-Länderspiel am 13. Februar 2013 in Stara Pazova beim 5:2-Sieg über die Auswahl Serbiens mit dem 4:2 und 5:2 in der 64. und 85. Minute bei. Bei der U-19-Europameisterschaft erreichte sie mit der Mannschaft das Halbfinale und bestritt alle vier Turnierspiele über 90 Minuten.

## Erfolge
- Dritte der U-17-Europameisterschaft 2010
- Dritte der U-17-Europameisterschaft 2011
- Deutscher Meister 2015, 2016
- DFB-Pokal-Siegerin 2012